# Daniel Chenevez
Daniel Chenevez, (Daniel Bernard Chevenez) Nancy 12 de jnio de 1959) es un cantautor-músico y realizador de Videoclips francés, conocido mayormente por ser la otra parte, junto con Muriel Moreno, del dúo de música pop francés de los años 80-90, Niagara.

## Biografía
La familia Chenevez se movió por unas cuantas ciudades francesas como Nancy, donde nació Daniel, Amiens, Lyon y otras. Daniel Chenevez estudió el bachillerato en Vannes, donde organizaba conciertos musicales. Se matriculó en Sociología en la Universidad de Rennes, para elegir después la opción de historia, en la que alternó con estudiantes trotskistas, para terminar dedicándose a la literatura moderna. Desempeña trabajos varios como pianista en una pizzería, monitor de campamentos de verano, vendedor de algodón de azúcar, modelo de bellas artes o disyóquey en un club gay. En sus dos primeros grupos, Uniforme y Opéra Dissidence (1979-1980), Daniel Chenevez era el cantante.
En 1981 conoció a Muriel Moreno y juntos fundaron Les Espions, grupo de corta duración con el que editaron un 45 rpm, Mata Hari. En 1982 formaron L'Ombre Jaune, primera versión, y actuaron en los Rencontres trans musicales de Rennes, en diciembre de 1982. Es en 1984 cuando el grupo cambió su nombre a Niagara. Daniel Chenevez hace de todo; es el  autor, compositor y director de la mayoría de los arreglos y videoclips del grupo. En 1993 termina la época Niagara y tanto Muriel Moreno como Daniel Chenevez siguen sus propias carreras musicales. 
En febrero de 1997, lanzó su primer álbum en solitario, Excentrique, y en 1999, el segundo, Hypnose, en estilo techno-rock. También se dedica a la producción para artistas como Les Calamités o Helena Noguerra o a escribir canciones como en 2004 para Karen Mulder. En cine, interpreta la canción Je veux être toi, de la banda sonora de la película Nous trois, de Renaud Bertrand, estrenada en marzo de 2010. El 17 de abril de 2014, salió su último trabajo, el EP digital Erotisme, Cantique 25.7, un álbum electro-rock de seis pistas mezclado por Dominique Blanc-Francard. Después de esto se retiró de la vida pública.

## Discografía
- Les Espions
  - 1981 : Mata Hari (sencillo con Les Espions) (Pathé Marconi/EMI).[3]

- Niagara
  - 1986 : Encore un dernier baiser.
  - 1988 : Quel enfer !.
  - 1990 : Religion.
  - 1992 : La Vérité.

- solo Daniel Chenevez
  - 1997 : Excentrique.
  - 1999 : Hypnose.
  - 2014 : Erotisme, Cantique 25.7.(EP)[4]

## Vidéografía
- 1986 : L'Amour à la plage
- 1986 : Je dois m'en aller
- 1987 : Quand la ville dort
- 1987 : Zackman - Non assistance
- 1988 : Assez!
- 1988 : Soleil d'hiver
- 1989 : Flammes de l'enfer
- 1989 : Baby Louis
- 1990 : J'ai vu
- 1990 : Pendant que les champs brûlent
- 1991 : Psychotrope
- 1991 : La vie est peut-être belle
- 1992 : Helena Noguerra - Rivière des anges
- 1992 : La Fin des étoiles
- 1993 : Un million d'années
- 1993 : Le Minotaure
- 1994 : Sinclair - Tranquille version 1
- 1997 : Je suis mou
- 1997 : Face au danger
- 1999 : Apprends la patience
- 2004 : Karen Mulder - Sors de moi
- 2014 : Sans raison aucune[5]